# Pericyclocera cata
Pericyclocera cata är en tvåvingeart som först beskrevs av Axel Leonard Melander och Charles Thomas Brues 1903.  Pericyclocera cata ingår i släktet Pericyclocera och familjen puckelflugor. Inga underarter finns listade i Catalogue of Life.